# كنيسة الزيارة

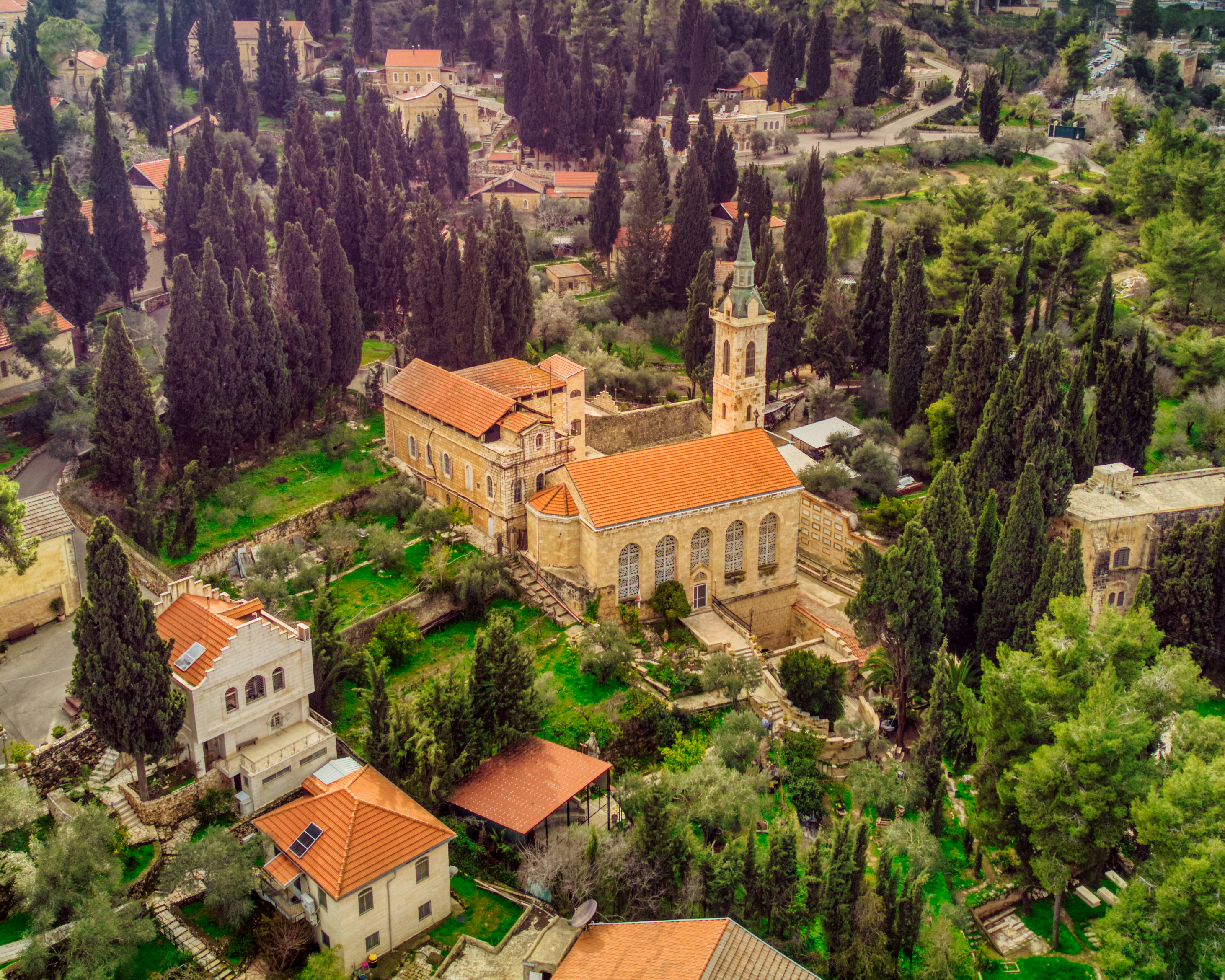
كنيسة الزيارة

كنيسة الزيارة بنيت على شرف زيارة مريم أم يسوع لإليصابات ام يوحنا المعمدان. حسب ما هو معروف عند المسيحيين هذا هو المكان التي كانت ترتل فيه مريم ترنيمة الصلاة وهي ترنيمة التمجيد وهي واحدة من اقدم ترانيم مريم، الكنيسة جميلة جدا وهي مزينة بألواح من الخزف منقوش عليها ترنيمة التمجيد لمريم بالعديد من لغات دول العالم. البناء الجديد للكنيسة صمم على يد المهندس المعماري أنطونيو بارلوزي.

## معرض الصور

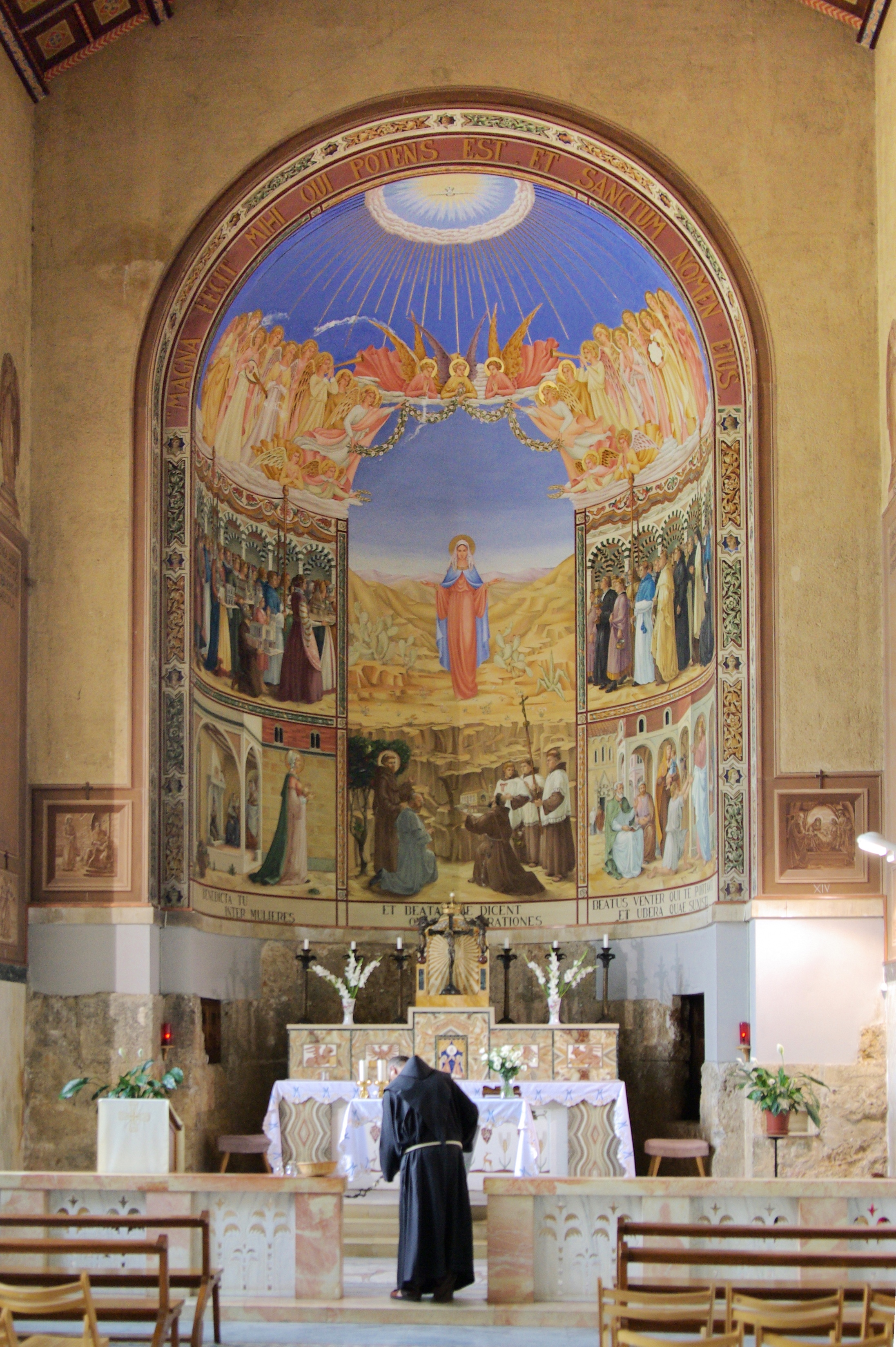
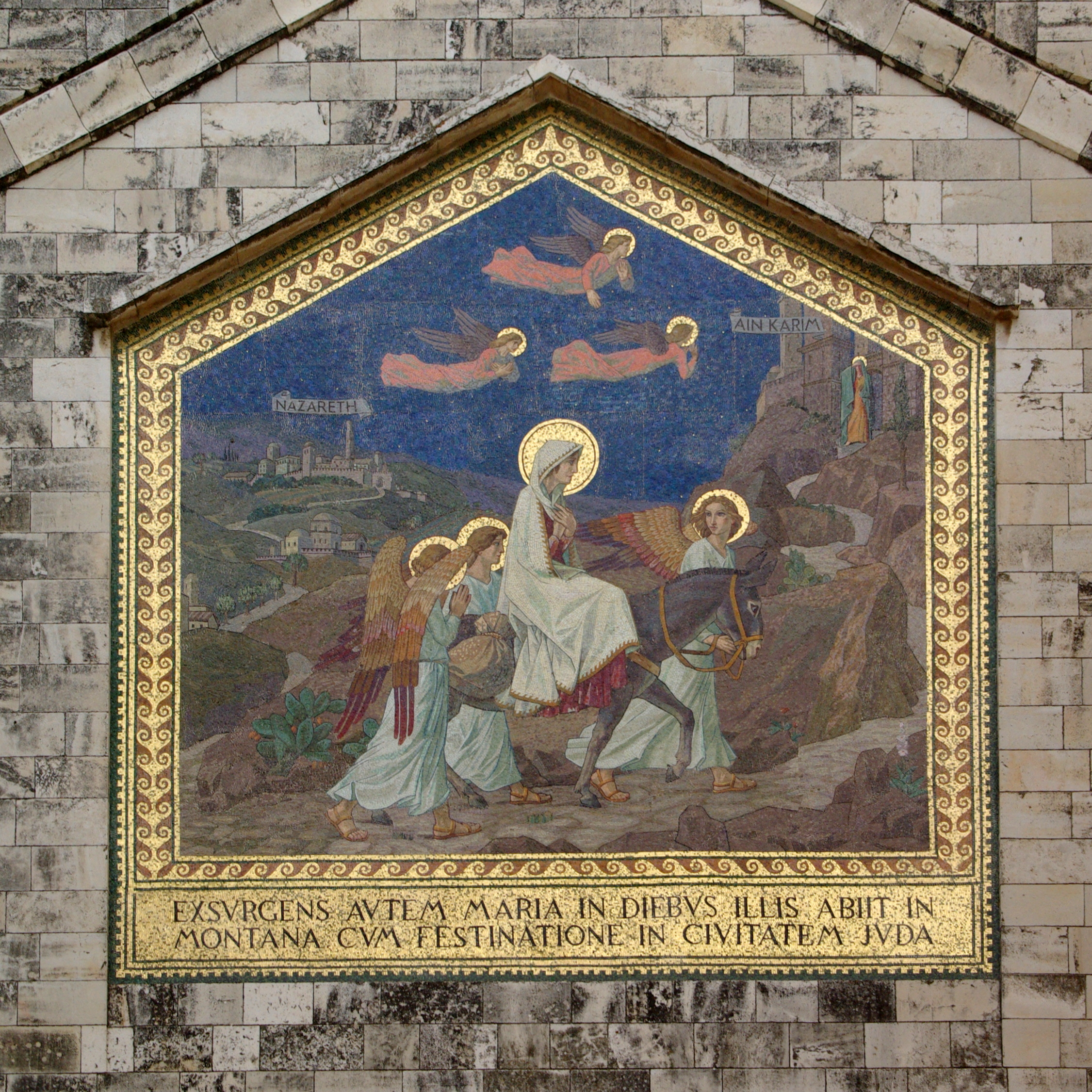
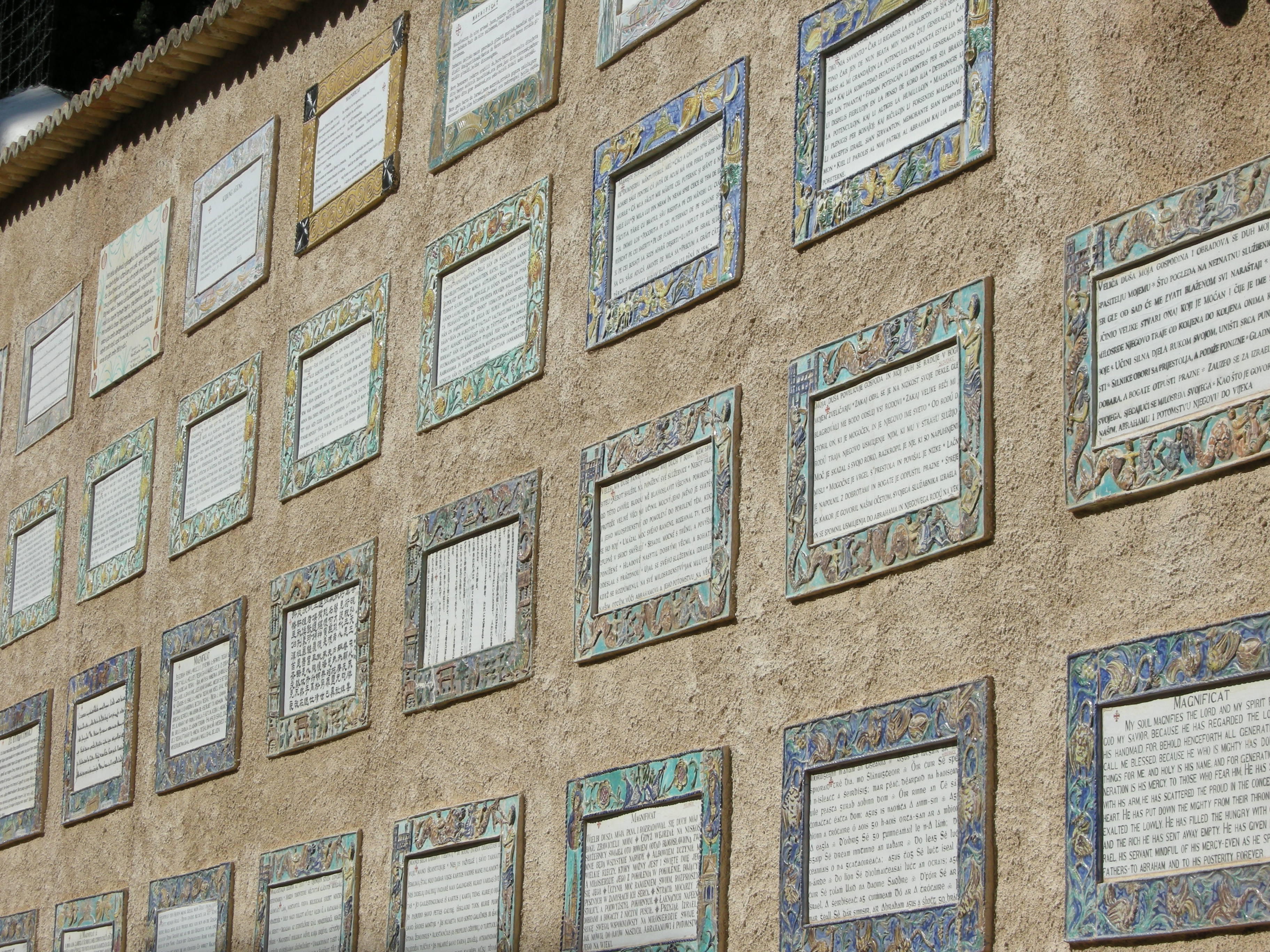
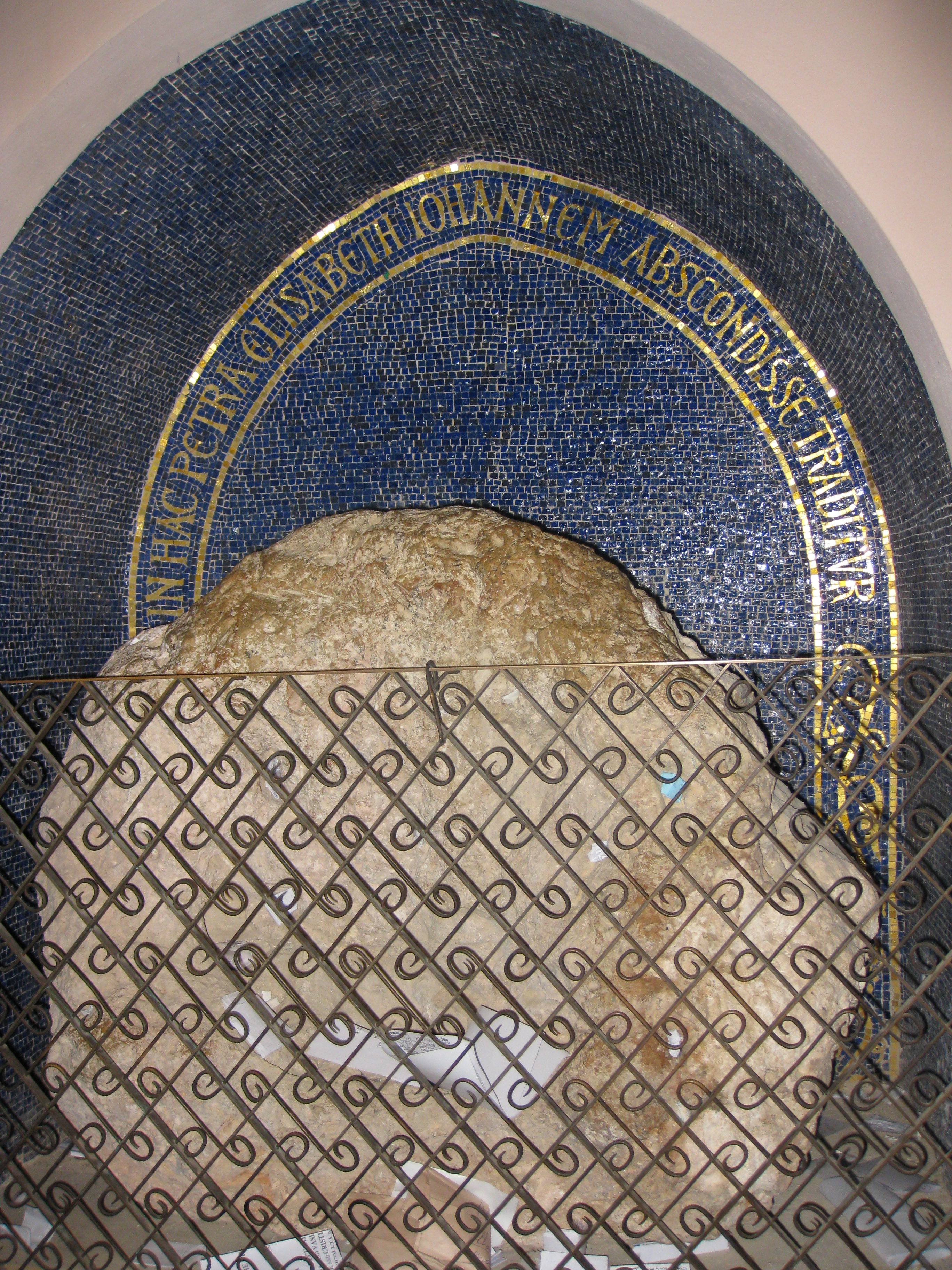
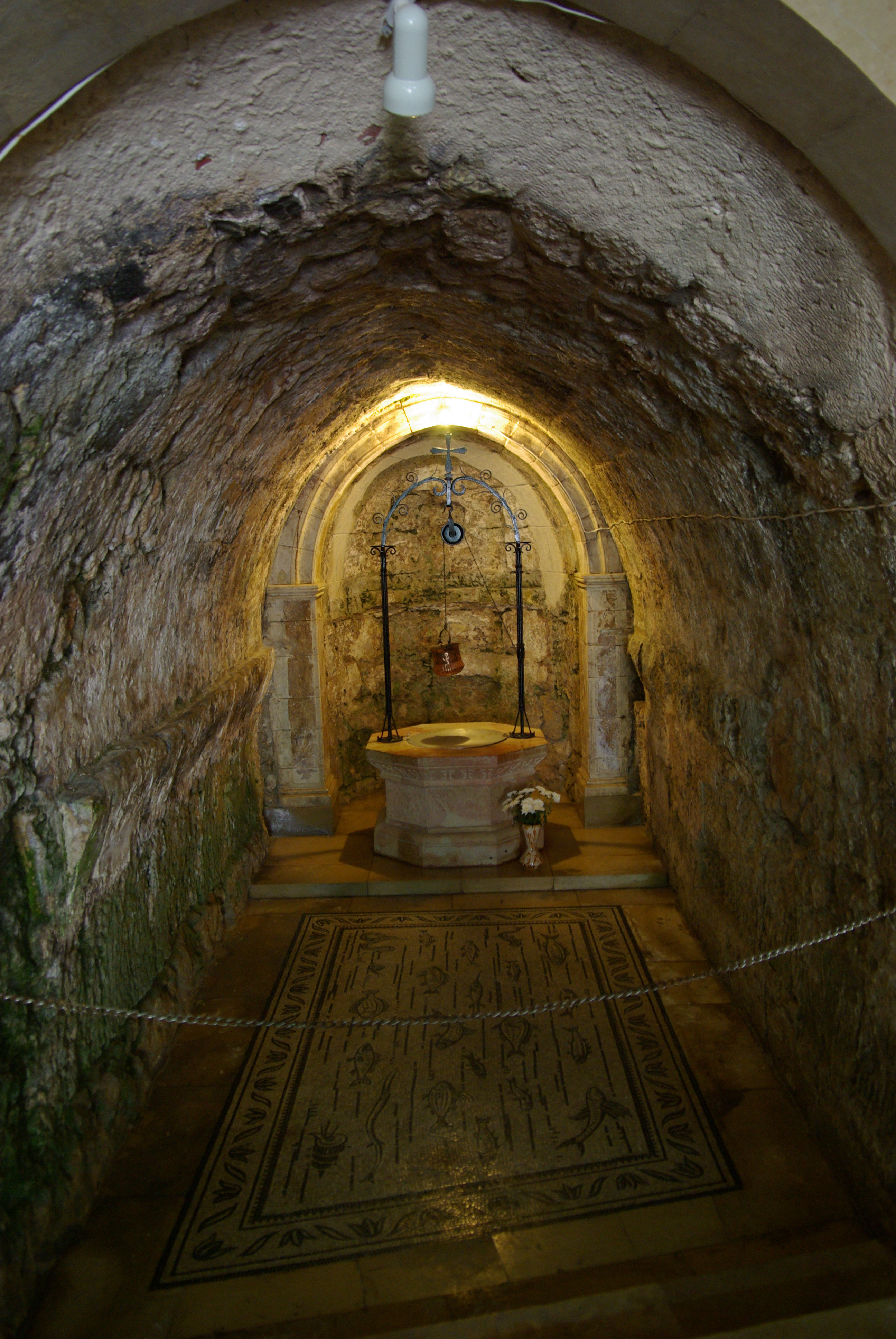
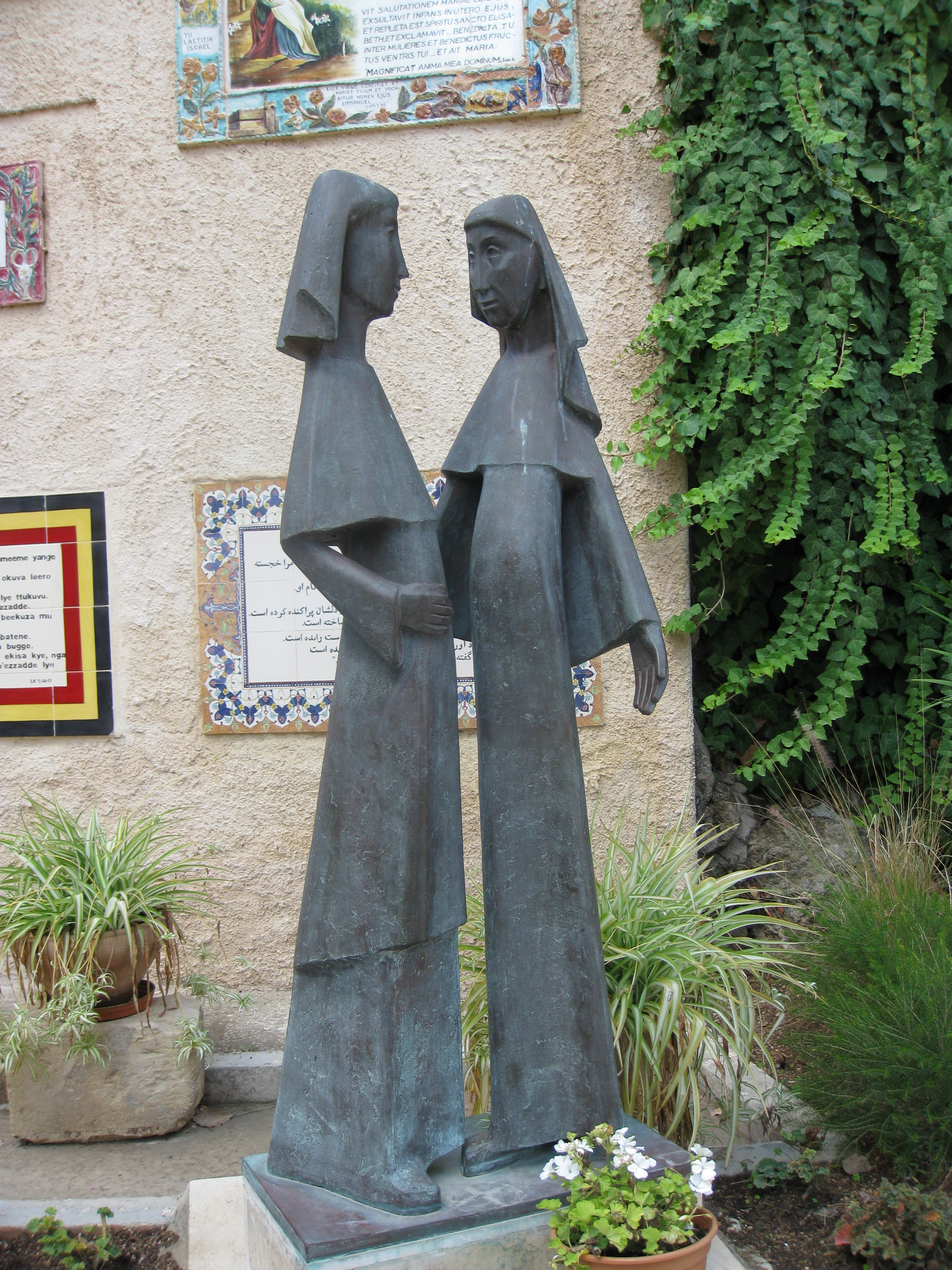